# Mitsuoka Orochi

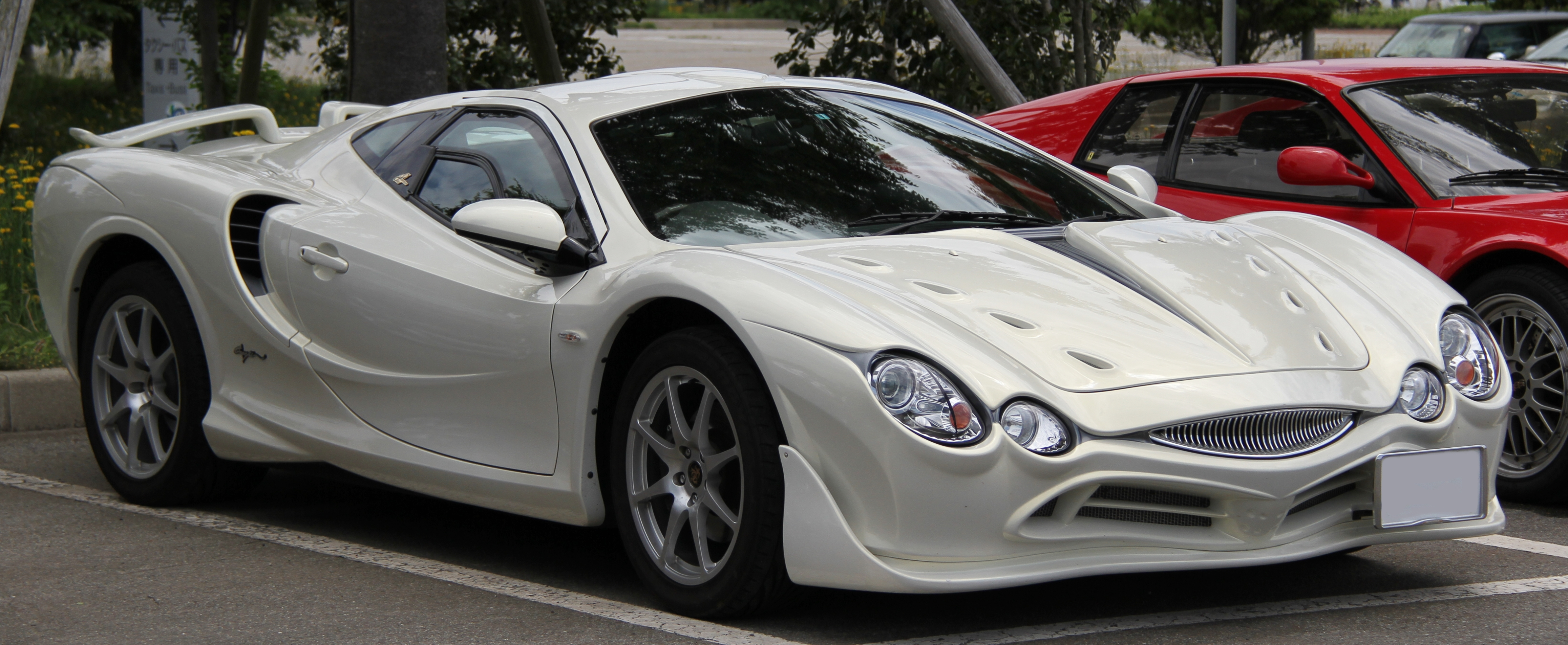
Mitsuoka Orochi

Mitsuoka Orochi är en japansk sportbil tillverkad av Mitsuoka Motors mellan 2006 och 2014. Modellen kännetecknas av sin design och marknadsfördes som en "fashion supercar" snarare än en renodlad prestandabil. Orochi är namngiven efter en mytologisk japansk drake, Yamata no Orochi, vilket speglas i bilens aggressiva och organiska former.

## Motor och prestanda
Mitsuoka Orochi är utrustad med en 3,3-liters V6-motor från Toyota, specifikt 3MZ-FE-motorn, som genererar 233 hk vid 5600 varv per minut och ett maximalt vridmoment på 328 Nm vid 4400 varv per minut.
Bilen är inte designad för extrem prestanda utan snarare för en körupplevelse och uppmärksamhet på vägarna. Accelerationen från 0 till 100 km/h sker på cirka 6,7 sekunder, och toppfarten är begränsad till ungefär 250 km/h.

## Växellåda och drivlina
Orochi är utrustad med en femstegad automatisk växellåda, vilken skickar kraften till bakhjulen. Drivlinan är hämtad från Toyota och är känd för sin pålitlighet snarare än för exceptionell prestanda.

## Chassi och köregenskaper
Bilen bygger på en förstärkt ramstruktur med fjädring och upphängning inspirerad av Honda NSX. Den har dubbla wishbone-upphängningar både fram och bak för att balansera komfort och väghållning.
Servostyrningen är elektroniskt assisterad och bidrar till en lättmanövrerad körupplevelse, även i stadstrafik. Trots sin sportbilsdesign är Orochi mer inriktad på stil än aggressiv körning.

## Kaross och design
Mitsuoka Orochi har en av de mest utmärkande designerna bland moderna sportbilar. Karossen kännetecknas av mjuka, nästan organiska linjer, stora luftintag och en distinkt front med kurviga strålkastare. Bilen har också en bred stance och markerade hjulhus för att ge den en mer aggressiv hållning.
Inredningen är designad med komfort i åtanke och inkluderar läderklädsel, avancerat infotainmentsystem och en sportig instrumentpanel.

## Specialversioner
Under produktionsåren tillverkades flera specialversioner av Orochi:
Orochi Kabuto – En begränsad version med aerodynamiska uppgraderingar och en mer exklusiv interiör.
Orochi Gold Premium – En lyxigare version med exklusiv färgsättning och mer avancerade material i interiören.
Orochi Evangelion Edition – En specialutgåva inspirerad av anime-serien Neon Genesis Evangelion.

## Vanliga problem och underhåll
Eftersom Orochi använder en Toyota-drivlina, är motorn och växellådan kända för att vara pålitliga och enkla att underhålla. Däremot kan vissa karossdelar vara svåra att ersätta på grund av den begränsade produktionen.
Fjädringen och chassikomponenterna är baserade på äldre Honda NSX-teknik, vilket gör att reservdelar kan vara dyrare och svårare att få tag på.

## Tillverkning
Mitsuoka Orochi tillverkades i begränsad upplaga mellan 2006 och 2014. Eftersom Orochi primärt fokuserade på  design och komfort snarare än prestanda, förblev den en nischad modell med ett litet men dedikerat följe av samlare och entusiaster.